# 36983 Sumner
36983 Sumner è un asteroide della fascia principale. Scoperto nel 2000, presenta un'orbita caratterizzata da un semiasse maggiore pari a 2,4144386 au e da un'eccentricità di 0,2637442, inclinata di 3,66216° rispetto all'eclittica.